# Cloïssa gegant
La cloïssa gegant, Tridacna gigas és el mol·lusc bivalve actual més gros. T. gigas és una de les espècies de cloïssa en major perill d'extinció. Viu als esculls de coral del sud de l'oceà Pacífic i l'oceà Índic, i poden pesar més de 200 kg i fer uns 120 cm de diàmetre. Tenen una longevitat de 100 anys o més. També es troben en el mar de Les Filipines on s'anomenen taklobo. T. gigas viu en la sorra plana de coral o en coral trencat i es pot trobar fins a una fondària de 20 m. Són comestibles i molt apreciades al Japó i altres països asiàtics.
Les seves poblacions disminueixen ràpidament i ha quedat extinta en moltes zones on abans era comuna. T. gigas té la distribució més extensa entre les cloïsses gegants. La seva capacitat de créixer ràpidament pot ser deguda al fet que el mantell conté algues simbiòtiques (zooxantel·la) d'on obté nutrients. De dia la cloïssa s'obre i aquestes algues poden rebre llum i fotosintetitzar.
Els exemplar joves de T. gigas són difícils de distingir d'altres espècies dins la família Tridacnidae. L'adult de T. gigas és l'única cloïssa gegant capaç de tancar les seves valves completament.

## Reproducció

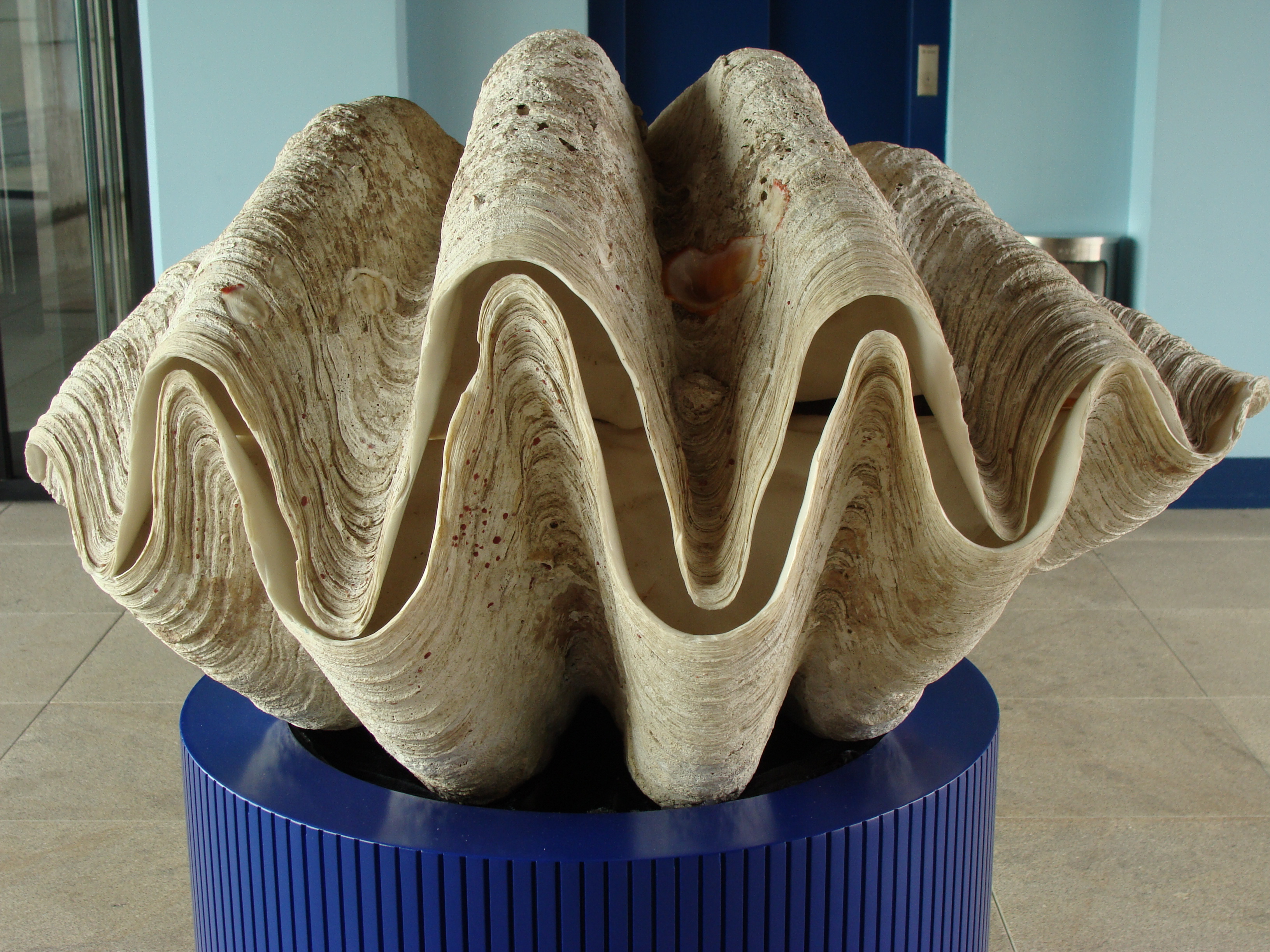
Cloïssa gegant en Aquarium Finisterrae d'Espanya

T. gigas és hermafrodita i es reprodueix sexualment, però l'autofertilització no és possible. Alliberen l'esperma i els ous a l'aigua de manera sincronitzada gràcies a una substància transmissora.
Els ous fertilitzats floten al mar durant unes 12 hores fins que es desclou una larva planctònica que comença a produir una closca de calcària. Després de dos dies de la fertilització mesura 60 micròmetres i aviat desenvolupa un peu per a moure's i cercar un hàbitat apropiat.
La larva depèn completament del plàncton per alimentar-se. La larva es considera un organisme jove quan arriba a una llargada de 20 cm . En laboratori creixen uns 12 cm cada any.

## Llegenda
Històricament, de manera equivocada, se l'ha considerat una "cloïssa assassina" o "cloïssa menjadora d'homes". Fins i tot manuals científics del passat deien que aquests grans mol·luscs havien causat morts. Algunes versions del manual de capbussament de la US Navy donaven detallades instruccions per alliberar-se d'aquesta cloïssa.
Actualment no es considera ni agressiva ni particularment perillosa. Encara que certament és capaç d'atrapar una persona, l'acció de tancar la closca és defensiva i no pas agressiva i la closca es tanca massa a poc a poc com per posar en perill seriós una persona. A més, molts dels individus més grossos no poden tancar-se completament.